# Cameron Carter-Vickers
Cameron Robert Carter-Vickers (ur. 31 grudnia 1997 w Southend-on-Sea) – amerykański piłkarz pochodzenia brytyjskiego występujący na pozycji środkowego obrońcy w Celticu i w reprezentacji Stanów Zjednoczonych.